# Jonestown (Texas)
Jonestown è una city degli Stati Uniti d'America, situata nella contea di Travis dello stato del Texas.